# Верхньобишкинський заказник
Верхньобишки́нський зака́зник — ботанічний заказник місцевого значення в Україні. Об'єкт природно-заповідного фонду Харківської області. 
Розташований на території Лозівського району Харківської області, на південний захід від села Верхній Бишкин. 
Площа 138,8 га. Статус присвоєно згідно з рішенням облради від 17.11.1998 року. Перебуває у віданні: Лозівська районна державна адміністрація. 
Статус присвоєно для збереження природного комплексу в балці Озерна з непостійним водотоком (ліва притока Береки). Тут є невеликі байрачні ліси, злаково-різнотравні лучні степи, справжні луки і водно-болотні ценози. Трапляються угруповання ковили Лессінга (Зелена книга України), а також шавлія поникла, шавлія лучна (Червоні списки Харківщини).